# NGC 6689
NGC 6689 (NGC 6690) é uma galáxia espiral barrada (SBcd) localizada na direcção da constelação de Draco. Possui uma declinação de +70° 31' 27" e uma ascensão recta de 18 horas, 34 minutos e 49,9 segundos.
A galáxia NGC 6689 foi descoberta em 22 de Agosto de 1863 por Heinrich Louis d'Arrest.